# San Bartolomé de Béjar
San Bartolomé de Béjar – gmina w Hiszpanii, w prowincji Ávila, w Kastylii i León, o powierzchni 16,49 km². W 2011 roku gmina liczyła 47 mieszkańców.